# Теквеста (Флорида)
Теквеста (англ. Tequesta) — селище (англ. village) в США, в окрузі Палм-Біч штату Флорида. Населення — 6158 осіб (2020).

## Географія
Теквеста розташована за координатами 26°57′54″ пн. ш. 80°6′48″ зх. д. / 26.96500° пн. ш. 80.11333° зх. д. (26.964872, -80.113241).  За даними Бюро перепису населення США в 2010 році селище мало площу 5,83 км², з яких 4,73 км² — суходіл та 1,10 км² — водойми.

## Демографія
Згідно з переписом 2010 року, у селищі мешкало 5629 осіб у 2620 домогосподарствах у складі 1636 родин. Густота населення становила 966 осіб/км².  Було 3257 помешкань (559/км²).
Расовий склад населення:
| - 95,8 % — білих - 1,3 % — азіатів - 0,6 % — чорних або афроамериканців - 0,1 % — корінних американців - 1,1 % — осіб інших рас |

До двох чи більше рас належало 1,1 %. Частка іспаномовних становила 6,1 % від усіх жителів.
За віковим діапазоном населення розподілялося таким чином: 17,6 % — особи молодші 18 років, 57,0 % — особи у віці 18—64 років, 25,4 % — особи у віці 65 років та старші. Медіана віку мешканця становила 49,9 року. На 100 осіб жіночої статі у селищі припадало 94,4 чоловіків;  на 100 жінок у віці від 18 років та старших — 91,4 чоловіків також старших 18 років.
Середній дохід на одне домашнє господарство  становив 86 049 доларів США (медіана — 54 794), а середній дохід на одну сім'ю — 107 857 доларів (медіана — 82 755). Медіана доходів становила 50 828 доларів для чоловіків та 47 358 доларів для жінок. За межею бідності перебувало 4,6 % осіб, у тому числі 4,9 % дітей у віці до 18 років та 3,3 % осіб у віці 65 років та старших.
Цивільне працевлаштоване населення становило 3017 осіб. Основні галузі зайнятості: освіта, охорона здоров'я та соціальна допомога — 23,3 %, будівництво — 17,7 %, науковці, спеціалісти, менеджери — 12,4 %, мистецтво, розваги та відпочинок — 10,0 %.